# Tara Subkoff
Tara Subkoff est une actrice américaine née le 10 décembre 1972 à Westport (Connecticut). 
Elle est designer et cofondatrice de la marque de vêtements Imitation of Christ.

## Filmographie
- 1993 : Le Profiler (When the Bough Breaks) : Jordan / Jennifer-Lynn Eben
- 1994 : Docteur Quinn, femme médecin (Docteur Quinn, Medicine Woman) : Jennifer
- 1994 : Bienvenue en Alaska (Northern Exposure) : Mary-Margaret (Maggie)
- 1996 : Freeway : Sharon
- 1996 : Enquête sous contrôle (True Crime) : Liz McConnell
- 1996 : Kindred : Le Clan des maudits (Kindred: The Embraced)
- 1997 : Black Circle Boys : Chloe
- 1997 : All Over Me : Ellen
- 1997 : Lover Girl : Jake Ferrari (Candy)
- 1997 : Pour le pire et pour le meilleur (As Good as It Gets)
- 1998 : Les Derniers Jours du disco (The Last Days of Disco) : Holly
- 1999 : Mascara (film) : Daphne
- 1999 : American Pie
- 2000 : The Cell : Julia Hickson
- 2002 : Teenage Caveman : Sarah
- 2002 : Looking for Jimmy
- 2003 : Undermind (en) : Anya
- 2004 : Wake Up, Ron Burgundy : Mouse
- 2005 : The Notorious Bettie Page : June
- 2006 : Cook-Off!

### Comme réalisatrice
- 2015 : #Horror